# Atlantic Sun Conference

Ausdehnung der Atlantic Sun Conference

Die Atlantic Sun Conference, als ASUN Conference gebrandet, ist eine aus zwölf Universitäten bestehende Liga für diverse Sportarten, die in der NCAA Division I spielen.
Die Liga wurde 1978 gegründet. Die Mitglieder befinden sich im Südosten der Vereinigten Staaten. Der Hauptsitz befindet sich in Jacksonville im Bundesstaat Florida.
Die ASUN wird 2022 eine Football-Liga gründen und als Teil der Division I Football Championship Subdivision spielen. Nach dieser Saison fusionierten die ASUN und die Western Athletic Conference ihre Football-Ligen und bildeten die neue United Athletic Conference.

## Mitglieder

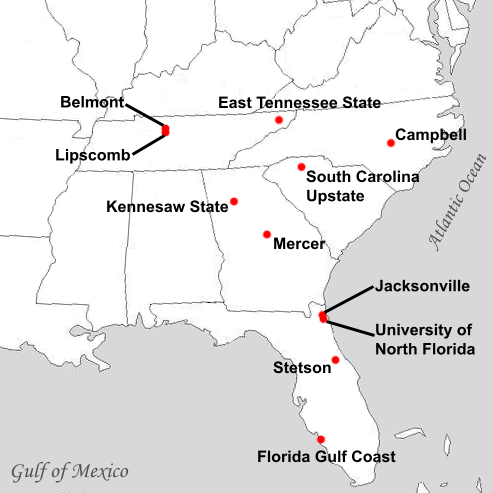
Lage der Vollmitglieder

| Universität                    | Ort                       | Teamname            | gegründet | Trägerschaft | Studenten | beigetreten |
| ------------------------------ | ------------------------- | ------------------- | --------- | ------------ | --------- | ----------- |
| Austin Peay State University   | Clarksville, Tennessee    | Governors           | 1927      | staatlich    | 11.048    | 2022        |
| Bellarmine University          | Louisville, Kentucky      | Knights             | 1950      | privat       | 3.757     | 2020        |
| University of Central Arkansas | Conway, Arkansas          | Bears / Sugar Bears | 1907      | staatlich    | 10.869    | 2021        |
| Eastern Kentucky University    | Richmond, Kentucky        | Colonels            | 1874      | staatlich    | 16.959    | 2021        |
| Florida Gulf Coast University  | Fort Myers, Florida       | Eagles              | 1991      | staatlich    | 10.561    | 2007        |
| Jacksonville University        | Jacksonville, Florida     | Dolphins            | 1934      | privat       | 3.100     | 1997        |
| Lipscomb University            | Nashville, Tennessee      | Bisons              | 1891      | privat       | 3.054     | 2003        |
| University of North Alabama    | Florence, Alabama         | Lions               | 1830      | staatlich    | 7.492     | 2018        |
| University of North Florida    | Jacksonville, Florida     | Ospreys             | 1969      | staatlich    | 13.547    | 2005        |
| Queens University of Charlotte | Charlotte, North Carolina | Royals              | 1857      | privat       | 2.463     | 2022        |
| Stetson University             | DeLand, Florida           | Hatters             | 1883      | privat       | 2.273     | 1986        |
| University of West Georgia     | Carrollton, Georgia       | Wolves              | 1906      | staatlich    | 14.394    | 2024        |

### Assoziierte Mitglieder
| Universität                                               | Ort                                            | Teamname         | gegründet | Trägerschaft | Studenten | beigetreten | Sportart(en)                             | Main-Conference              |
| --------------------------------------------------------- | ---------------------------------------------- | ---------------- | --------- | ------------ | --------- | ----------- | ---------------------------------------- | ---------------------------- |
| United States Air Force Academy                           | Colorado Springs, Colorado                     | Falcons          | 1954      | bundes       | 4.304     | 2021        | Lacrosse (Männer)                        | Mountain West Conference     |
| Coastal Carolina University                               | Conway, South Carolina                         | Chanticleers     | 1954      | staatlich    | 10.484    | 20211       | Lacrosse (Frauen)                        | Sun Belt Conference          |
| Florida Atlantic University                               | Boca Raton, Florida                            | Owls             | 1961      | staatlich    | 30.171    | 2023        | Schwimmsport (Männer)                    | American Athletic Conference |
| Gardner–Webb University                                   | Boiling Springs, North Carolina                | Runnin’ Bulldogs | 1905      | privat       | 3.594     | 2023        | Schwimmsport (Männer und Frauen)         | Big South Conference         |
| Kennesaw State University                                 | Cobb County, Georgia (Postanschrift: Kennesaw) | Owls             | 1963      | staatlich    | 45.152    | 20242       | Lacrosse (Frauen)                        | Conference USA               |
| Liberty University                                        | Lynchburg, Virginia                            | Lady Flames      | 1971      | privat       | 16.0003   | 20234       | Lacrosse (Frauen) Schwimmsport (Frauen)5 | Conference USA               |
| Lindenwood University                                     | St. Charles, Missouri                          | Lions            | 1827      | privat       | 7.374     | 2022        | Lacrosse (Männer und Frauen)             | Ohio Valley Conference       |
| Mercer University                                         | Macon, Georgia                                 | Bears            | 1833      | privat       | 8.500     | 2022        | Lacrosse (Männer)                        | Southern Conference          |
| Old Dominion University                                   | Norfolk, Virginia                              | Monarchs         | 1930      | staatlich    | 24.286    | 2023        | Schwimmsport (Männer)                    | Sun Belt Conference          |
| University of North Carolina at Asheville (UNC Asheville) | Asheville, North Carolina                      | Bulldogs         | 1927      | staatlich    | 3.762     | 2023        | Schwimmsport (Frauen)                    | Big South Conference         |
| University of Utah                                        | Salt Lake City, Utah                           | Utes             | 1850      | staatlich    | 32.818    | 2021        | Lacrosse (Männer)                        | Big 12 Conference            |

1 Coastal Carolina war zuvor von 2016 bis 2020 (Saison 2017 bis 2020) ASUN-Mitglied im Frauen-Lacrosse.

2 Gemessen am Ausscheiden von Kennesaw State aus der Vollmitgliedschaft der Konferenz.

3 Die Einwohnerzahl von Liberty liegt bei etwa 16.000. Einschließlich Online-Studenten behauptet die Universität eine Einschreibung von über 135.000.

4 Gemessen am Ausscheiden von Liberty aus der Vollmitgliedschaft der Konferenz.

5 Die Frauen-Schwimmmannschaft von Liberty wird im Juli 2025 an der American Athletic Conference teilnehmen.

#### Zukünftige Assoziierte Mitglieder
| Universität                 | Ort                 | Teamname           | gegründet | Trägerschaft | Studenten | beigetreten | Sportart                                           | Main-Conference                                       |
| --------------------------- | ------------------- | ------------------ | --------- | ------------ | --------- | ----------- | -------------------------------------------------- | ----------------------------------------------------- |
| University of Delaware      | Newark, Delaware    | Fightin' Blue Hens | 1743      | staatlich1   | 23.774    | 2025        | Lacrosse (Frauen) Schwimmsport (Männer und Frauen) | Coastal Athletic Association (Conference USA ab 2025) |
| Georgia Southern University | Statesboro, Georgia | Eagles             | 1906      | staatlich    | 26.106    | 2025        | Schwimmsport (Frauen)                              | Sun Belt Conference                                   |
| Old Dominion University     | Norfolk, Virginia   | Monarchs           | 1930      | staatlich    | 24.286    | 2025        | Schwimmsport (Frauen)                              | Sun Belt Conference                                   |

1 Die University of Delaware ist als „privately governed, state-assisted“ (deutsch: „privat verwaltete, staatlich unterstützte“) Einrichtung anerkannt.

## Spielstätten der Conference

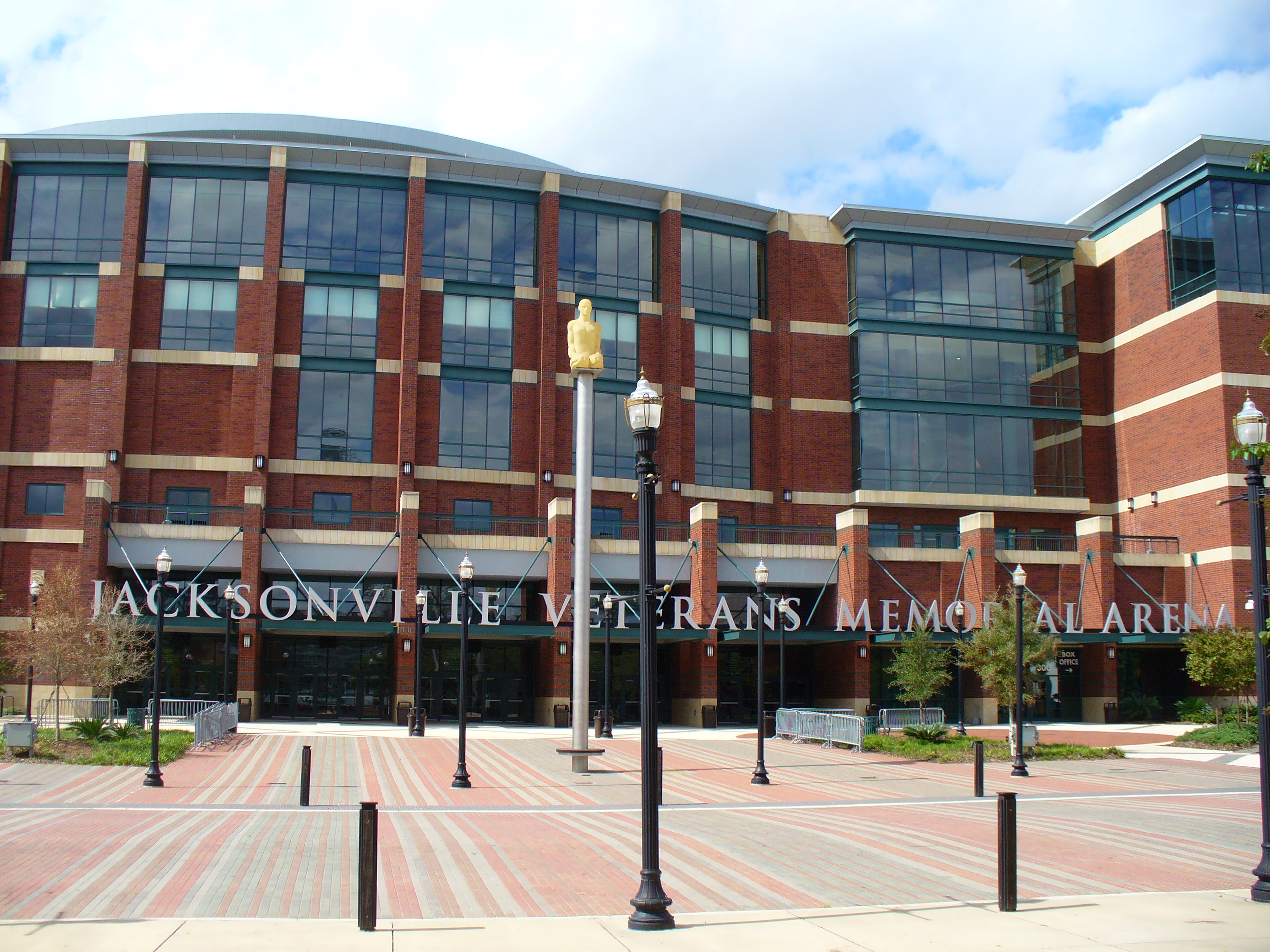
Jacksonville Veterans Memorial Arena

Ausscheidende Mitglieder in Pink. Zukünftiges Mitglied in Grau.
| Universität        | Footballstadion                                                                                     | Kapazität                                                                                           | Basketballstadion                                                         | Kapazität    |
| ------------------ | --------------------------------------------------------------------------------------------------- | --------------------------------------------------------------------------------------------------- | ------------------------------------------------------------------------- | ------------ |
| Austin Peay        | Fortera Stadium                                                                                     | 10.100                                                                                              | F&M Bank Arena                                                            | 5.500        |
| Bellarmine         | Spielt Sprint Football, eine gewichtsbeschränkte Variante, die nicht von der NCAA kontrolliert wird | Spielt Sprint Football, eine gewichtsbeschränkte Variante, die nicht von der NCAA kontrolliert wird | Knights Hall                                                              | 2.196        |
| Central Arkansas   | Estes Stadium                                                                                       | 10.000                                                                                              | Farris Center                                                             | 6.000        |
| Eastern Kentucky   | Roy Kidd Stadium                                                                                    | 20.000                                                                                              | Baptist Health Arena                                                      | 6.300        |
| Florida Gulf Coast | Keine Football-Mannschaft                                                                           | Keine Football-Mannschaft                                                                           | Alico Arena                                                               | 4.500        |
| Jacksonville       | Keine Football-Mannschaft                                                                           | Keine Football-Mannschaft                                                                           | Swisher Gymnasium Jacksonville Veterans Memorial Arena (sekundär, Männer) | 1.500 16.000 |
| Lipscomb           | Keine Football-Mannschaft                                                                           | Keine Football-Mannschaft                                                                           | Allen Arena                                                               | 5.000        |
| North Alabama      | Braly Municipal Stadium                                                                             | 14.215                                                                                              | Flowers Hall                                                              | 3.900        |
| North Florida      | Keine Football-Mannschaft                                                                           | Keine Football-Mannschaft                                                                           | UNF Arena                                                                 | 5.800        |
| Queens             | Keine Football-Mannschaft                                                                           | Keine Football-Mannschaft                                                                           | Curry Arena                                                               | 2.500        |
| Stetson            | Spielt in der Pioneer Football League                                                               | Spielt in der Pioneer Football League                                                               | Edmunds Center                                                            | 3.000        |
| West Georgia       | University Stadium                                                                                  | 10.000                                                                                              | The Coliseum                                                              | 7.000        |

- In der Saison 2022 beginnt Bellarmine mit dem Sprint Football, einer Form des American Football, die nicht von der NCAA geregelt wird und bei der das Spielergewicht stark eingeschränkt ist. Bellarmine ist eines der sieben aktuellen Mitglieder der Midwest Sprint Football League.